# Курі I
Курі I Гана (*д/н — 1340) — 23-й маї (володар) імперії Канем в 1339—1340 роках.

## Життєпис
Походив з династії Сейфуа. Син маї Абдали II. 1339 року після загибелі у війні з народом сао (на південний схід від Канему) брата — маї Салмами II успадкував трон.
Продовжив війну з сао, але також зазнав поразки і загинув 1340 року. Йому спадкував брат Курі II.